# Centotheceae
Centotheceae é uma tribo da subfamília Centothecoideae.

## Gêneros

### *Referência:GRIN Taxonomy for Plants USDA
Bromuniola - Calderonella - Centotheca - Chasmanthium - Chevalierella - Lophatherum - Megastachya - Orthoclada - Pohlidium - Zeugites

### *Referência:Taxonomy Browser NCBI
Calderonella, Centotheca, Lophatherum, Megastachya, Orthoclada